# System informacji geograficznej
System informacji geograficznej (ang. geographic information system, GIS) – system informacyjny służący do wprowadzania, gromadzenia, przetwarzania oraz wizualizacji danych geograficznych, którego jedną z funkcji jest wspomaganie procesu decyzyjnego.
Każdy system GIS składa się z: bazy danych geograficznych, sprzętu komputerowego, oprogramowania oraz twórców i użytkowników GIS. W przypadku, gdy system informacji geograficznej gromadzi dane opracowane w formie mapy wielkoskalowej (tj. w skalach 1:5000 i większych), może być nazywany systemem informacji o terenie (ang. land information system, LIS).

## Związki między geografią i GIS
W książce „Introduction to human geography” prof. Stuart Sweeney przedstawia fundamentalne koncepcje w geografii:
1. miejsca mają lokalizacje, kierunek oraz odległość w odniesieniu do innych miejsc
2. skala jest istotna – miejsca mogą być duże lub małe
3. miejsce ma zarówno strukturę fizyczną, jak i zawartość kulturową
4. właściwości miejsc rozwijają się i zmieniają z czasem
5. miejsca oddziałują na siebie nawzajem
6. zawartość miejsc jest racjonalnie zorganizowana
7. miejsca mogą być uogólniane do regionów podobieństw i różnic.

GIS są efektem rewolucji w geografii dokonującej się w ciągu ostatnich kilkunastu lat, jak również oczywiście wynikiem gwałtownego rozwoju informatyki i metod zarządzania bazami danych (zbiorami informacji). Powstanie GIS jest wynikiem połączenia prac prowadzonych w różnych dziedzinach: geografii, kartografii, geodezji, informatyce, elektronice.
Systemy GIS znajdują praktyczne zastosowanie w wielu dziedzinach. Stąd bierze się różnorodność terminów określających systemy przetwarzające informacje geograficzne, jak system informacyjny bazy danych geograficznych, system danych geograficznych, system informacji przestrzennej. Każde z tych określeń przybliża w pewien sposób funkcje realizowane przez poszczególne systemy. W praktyce najczęściej spotykane są systemy specjalizowane, ukierunkowane na wąską grupę zastosowań, jednakże istnieją również wielozadaniowe GIS ogólnego zastosowania.

## Struktura danych
Pomimo różnorodności celów przetwarzania, we wszystkich GIS punktem wyjścia są dane związane z lokalizacją obiektów geograficznych. Opisy obiektów geograficznych zasadniczo składają się z dwóch części, zawierających dwa różne rodzaje danych:
Dane przestrzenne mogą zawierać informacje zarówno o kształcie i lokalizacji bezwzględnej poszczególnych obiektów w wybranym układzie odniesienia, jak również o ich rozmieszczeniu wzajemnym względem innych obiektów (topologia), te z kolei dzielą się na:
- dyskretne
- ciągłe

oraz
- rastrowe (patrz grafika rastrowa)
- wektorowe (patrz grafika wektorowa)
  - punkty
  - linie
  - wielokąty (poligony)
- wektorowo-rastrowe

Dane opisowe (zwane także danymi nieprzestrzennymi lub atrybutowymi) – opisujące cechy ilościowe lub jakościowe obiektów geograficznych nie związane z ich umiejscowieniem w przestrzeni.
Uzupełnieniem informacji o obiektach świata rzeczywistego reprezentowanych w bazie danych jest symbolika, tj. graficzny opis postaci, w jakiej obiekty te mają być przedstawiane użytkownikowi.
Istotnym składnikiem GIS jest cyfrowa geograficzna baza danych. Zawiera ona opis poszczególnych obiektów geograficznych. Baza danych przestrzennych jest zazwyczaj ściśle zintegrowana z pozostałymi modułami funkcjonalnymi GIS, tzn. dostęp do niej jest możliwy tylko poprzez GIS. Alternatywnym rozwiązaniem jest usytuowanie jej na zewnątrz systemu. Wówczas stanowi ona odrębny system, komunikujący się z GIS poprzez dostęp do wspólnych zbiorów danych. Często stosowane są rozwiązania, w których dane o lokalizacji (rozszerzone o identyfikatory) obiektów geograficznych wraz z ich opisem graficznym przechowywane są przez wewnętrzną bazę danych, natomiast dane atrybutowe przez bazę zewnętrzną względem GIS. Rolę tę z powodzeniem może spełniać dowolny system zarządzania baz danych ogólnego zastosowania. Połączenie pomiędzy poszczególnymi typami danych opisujących konkretny obiekt geograficzny zapewnione jest dzięki istnieniu unikalnego identyfikatora, nadawanego obiektowi w procesie wprowadzania danych.

## Struktura funkcjonalna GIS
Geograficzny system informacyjny składa się z kilku grup programów (modułów) realizujących odrębne funkcje. Są to:
- procedury wprowadzania i weryfikacji danych wejściowych,
- procedury zarządzania i przetwarzania w obrębie bazy danych (system zarządzania bazą danych),
- procedury przetwarzania i analizy danych geograficznych,
- procedury wyjściowe: prezentacji graficznej, kartograficznej i tekstowej danych,
- procedury komunikacji z użytkownikiem.

## Moduły funkcjonalne typowego GIS

### Wprowadzanie danych
Źródłem danych wejściowych dla GIS mogą być wszystkie informacje, zebrane w dowolnej formie: mapa, ortofotomapa (zdjęcie lotnicze), obraz satelitarny, ankiety statystyczne, dokumenty z pomiarów geodezyjnych i obserwacji terenowych, jak również wszelkiego rodzaju informacje zapisane w postaci cyfrowej.
Dane wprowadzać można za pomocą skanerów. Umożliwia natychmiastową wektoryzację danych, z drugiej zaś strony metoda ta jest wysoce czasochłonna, a co za tym idzie – droga. Innym rozwiązaniem jest wektoryzacja map i dokumentów po uprzednim ich zeskanowaniu. Wektoryzacja jednak jest procesem bardzo złożonym. Żadna metoda nie pozwala jednak na pełną automatyzację.
Atrybuty nieprzestrzenne w bazie danych geograficznych, to zbiór nazw i liczb, cech jakościowych lub ilościowych obiektów. Dla przykładu, droga może być wprowadzona do geograficznej bazy danych jako ciąg punktów (w przypadku wykorzystywania rastrowego formatu zapisu danych) bądź jako macierz (ciąg wektorów). Ponadto droga ta może charakteryzować się ustalonym sposobem prezentacji graficznej w systemie, określonym przykładowo przez takie cechy, jak kolor, grubość, rodzaj linii. Sposób prezentacji graficznej obiektu może w pewnym stopniu wyrażać część przyporządkowanych mu atrybutów nieprzestrzennych (i tak np. dla drogi – jej grubość lub kolor mogą odpowiadać gęstości ruchu na niej lub rodzajowi nawierzchni). Niemniej jednak w przypadku wprowadzenia większej liczby cech składających się na atrybuty nieprzestrzenne obiektu, wskazane jest ich wyodrębnienie. Pozwala to na uproszczenie przetwarzania danych.
Źródłem tych danych mogą być raporty i rocznik statystyczny, książka adresowa, słowniki nazw geograficznych itp. Akwizycja i rejestracja tych danych jest także procesem czasochłonnym; przyczyną tego jest ich duża ilość. W GIS często importuje się dane nieprzestrzenne z innych systemów.

### Zarządzanie bazą danych
Dostęp do zbiorów danych zapisanych w postaci cyfrowej zapewnia system zarządzania bazą danych. Oferuje on między innymi procedury dopisywania, wyszukiwania, aktualizacji i porządkowania danych. W zależności od przyjętego logicznego modelu danych, baza może mieć różną strukturę: hierarchiczną, sieciową, relacyjną, lub może być zorientowana obiektowo. Niezależnie jednak od sposobu konstrukcji bazy danych, jej zasadniczymi jednostkami są zazwyczaj rekordy składające się z pól. Rekordy te reprezentują poszczególne obiekty geograficzne lub kartograficzne, natomiast ich pola odpowiadają atrybutom. Głównym celem stawianym przed systemem zarządzania geograficzną bazą danych jest umożliwienie szybkiego dostępu do danych.
Można wyobrazić sobie, że zbiór obiektów jednej klasy tworzy podkład (warstwę) mapy. W ten sposób model mapy analogowej w zapisie cyfrowym wygląda, jak gdyby nałożono na siebie szereg folii, podkładów o różnym zakresie tematycznym. Rozdział obiektów na poszczególne warstwy dokonywany jest w procesie rejestracji danych przestrzennych.
Czym innym jest jednak fizyczna alokacja i rozmieszczenie plików w pamięci komputera, a czym innym jej pojęciowa logiczna konstrukcja ułatwiająca użytkownikowi dostęp do żądanych informacji. Przekładnię między tymi dwoma aspektami – technicznym i logicznym – zapewniają odpowiednie procedury zarządzania systemem bazy danych. Tak jak tematyczna organizacja bazy operuje pojęciem warstwy (podkładu, pokrycia) zawierającego obiekty, tak organizacja danych przestrzennych według lokalizacji operuje pojęciem regionu (strony). Baza danych jest wówczas dzielona na części, w których umieszczone są obiekty geograficzne sąsiadujące ze sobą na powierzchni Ziemi. Strony te mogą się dodatkowo dzielić.

### Wyprowadzanie i obrazowanie danych
Wyprowadzanie danych polega na ich przedstawianiu w formie zrozumiałej dla użytkownika lub w formie umożliwiającej ich transfer do innego systemu przetwarzania. Najczęściej wykorzystywaną formą prezentacji danych w geograficznych systemach informacyjnych jest ich wyświetlenie na monitorze w postaci graficznej przypominającej mapę. Użytkownik dokonuje wyboru obiektów, które mają zostać wyświetlone. Kryterium wyboru obiektów może być m.in. ich lokalizacja lub wartość atrybutów. W trakcie wyświetlania mapy cyfrowej możliwa jest zmiana sposobu prezentacji graficznej poszczególnych obiektów lub ich grup. Ponadto zazwyczaj dostępne są takie operacje, jak powiększanie i pomniejszanie fragmentu mapy, zmiana kolorów, zmiana usytuowania napisów opisujących obiekty na mapie. Do zaawansowanych technik wizualizacji zaliczyć należy możliwość prezentacji trójwymiarowej.
Procedury prezentacji umożliwiają w większości GIS uzyskanie trwałej kopii obrazowanych danych w postaci mapy. Najczęściej wykorzystywanymi w tym celu urządzeniami są ploter oraz drukarka (mozaikowa lub laserowa).

## Zastosowania GIS
Szeroką grupę zastosowań GIS stanowi wszelkiego typu ewidencja – gruntów, budynków, a ogólnie rzecz biorąc, wszelkiego rodzaju zasobów. Szczegółowe informacje tego typu wykorzystują urbaniści, geodeci, konstruktorzy. Zastosowanie warstwowej organizacji map umożliwia łatwą modyfikację jedynie wybranych obiektów, bez konieczności przerysowywania całej mapy. Komputerowa ewidencja własności gruntów z powodzeniem może zastąpić tradycyjną, prowadzoną za pomocą rejestrów i map geodezyjnych (katastralnych).
Inną grupę zastosowań stanowi wykorzystanie GIS do przetwarzania informacji o lokalizacji wszelkiego rodzaju zjawisk, zwłaszcza tych cechujących się znaczną zmiennością w czasie. GIS są bardzo wygodnym narzędziem w rejestracji poziomów emisji wszelkiego rodzaju zanieczyszczeń. Dla potrzeb monitoringu środowiska naturalnego akwizycja danych dla GIS może być prowadzona z wykorzystaniem zdalnych czujników i urządzeń pomiarowych sterowanych komputerowo. W tej grupie zastosowań mieści się również wykorzystanie GIS do analizy i obrazowania danych o charakterze statystycznym, takich jak np. zagrożenie przestępczością, występowanie chorób, struktura użytkowania gruntów.
GIS mogą również być bardzo wygodnym narzędziem do przetwarzania danych o infrastrukturze technicznej terenu, tj. o sieciach wodociągowych, gazowniczych, energetycznych, liniach komunikacyjnych. Dane tego typu wymagają częstych modyfikacji. Ponadto wymagana jest ich duża dokładność i aktualność. GIS umożliwiają spełnienie tych wymagań. Ten obszar zastosowań związany jest z technologią zwaną z ang. automated mapping/facilities management, czyli w skrócie AM/FM.